# Evtimij Veliki
Sveti Evtimij Veliki, armenski menih in svetnik, * 377, Melitene, Armenija, † 20. januar 473, Judovska puščava.
Sveti Evtimij Veliki goduje 20. januarja.